# Elezioni regionali in Sicilia del 2022
Le elezioni regionali in Sicilia del 2022 si sono tenute il 25 settembre per l'elezione diretta del presidente della Regione Siciliana e dei 70 deputati all'Assemblea regionale siciliana.
Si tratta di una tornata anticipata rispetto alla scadenza naturale del 5 novembre 2022, a seguito delle dimissioni presentate dal presidente uscente Nello Musumeci il 4 agosto, così da favorirne lo svolgimento in concomitanza alle elezioni politiche nazionali.

## Sistema elettorale
Il sistema elettorale regionale in Sicilia prevede un metodo misto a turno unico, che vede i 70 deputati regionali eletti con queste modalità:
- 62 scelti tramite sistema proporzionale su base provinciale, con il metodo dei più alti resti e voto di preferenza, con uno sbarramento elettorale al 5% regionale per ogni singola lista;
- 7, tra cui il Presidente eletto, vengono eletti con una lista regionale come premio al candidato presidente più votato;
- 1 diviene deputato regionale in quanto candidato Presidente non eletto che ha conseguito il miglior risultato elettorale.

Il voto alle liste provinciali e alla lista regionale avviene su scheda unica, ma con possibilità di voto disgiunto (art. 8, Legge Regionale 3 giugno 2005, n. 7). Nel caso la lista o coalizione di liste provinciali collegate alla lista regionale più votata abbia ottenuto meno di 42 seggi, vengono eletti dalla lista regionale bloccata tanti candidati quanti ne occorrono per raggiungere, se possibile, i 42 eletti su 70. Nel caso in cui la lista o coalizione di liste provinciali collegate alla lista regionale più votata abbia ottenuto 42 o più seggi, allora i seggi che non vengono attribuiti a candidati dalla lista regionale più votata (quindi da 1 a 6 seggi) sono ripartiti fra tutti i gruppi di liste non collegati alla lista regionale risultata più votata, in proporzione alle rispettive cifre elettorali regionali (art. 2-ter).
| AG | CL | CT | EN | ME | PA | RG | SR | TP | Listino regionale | Miglior candidato non-eletto | Totale |
| -- | -- | -- | -- | -- | -- | -- | -- | -- | ----------------- | ---------------------------- | ------ |
| 6  | 3  | 13 | 2  | 8  | 16 | 4  | 5  | 5  | 7                 | 1                            | 70     |

## Candidati alla presidenza
Le candidature alla presidenza della Regione sono state presentate tra il 21 e il 23 agosto.
Hanno presentato la propria candidatura (in ordine alfabetico):
- Gaetano Armao, vicepresidente uscente e assessore al bilancio nella giunta Musumeci, in quota Forza Italia, viene indicato come candidato dal Terzo Polo costituito da Azione e Italia Viva.[5]
- Caterina Chinnici, europarlamentare esponente del Partito Democratico. È sostenuta da due liste: lo stesso PD (la cui lista include anche il Partito Socialista Italiano) e Cento Passi per la Sicilia (comprendente anche Articolo Uno, Sinistra Italiana e Europa Verde). È stata scelta dal centro-sinistra (inizialmente comprendente anche il Movimento 5 Stelle) tramite elezioni primarie il 23 luglio, superando con il 44,77% dei voti Barbara Floridia del Movimento 5 Stelle (31,74%) e Claudio Fava dei Cento Passi per la Sicilia (23,22%).[6][7][8] Il 22 agosto 2022 il Movimento 5 Stelle ritira il proprio sostegno alla candidatura unitaria.[9]
- Cateno De Luca, già sindaco di Fiumedinisi (2003-2011), di Santa Teresa di Riva (2012-2017) e poi di Messina (2018-2022), deputato dell'ARS (2006-2011, 2017-2018) e candidato presidente alle regionali del 2012, ha annunciato la propria candidatura nel corso dell'assemblea del suo movimento, Sicilia Vera.[10] È sostenuto da otto liste: De Luca Sindaco di Sicilia - Sud chiama Nord, Sicilia Vera, Orgoglio Siculo con Cateno (non presente nella circoscrizione di Palermo), Autonomia Siciliana (presente solo nelle circoscrizioni di Enna, Messina e Ragusa), Basta Mafie, Giovani Siciliani, Impresa siciliana, Lavoro in Sicilia, Terra d'Amauri (liste presenti solo nelle circoscrizioni di Enna e Messina).
- Nunzio Di Paola, detto Nuccio, referente regionale del Movimento 5 Stelle e deputato all'Ars, viene indicato dal suo partito come candidato presidente dopo la rottura con il centro-sinistra.[9][11]
- Eliana Esposito, sostenuta dal movimento indipendentista Siciliani Liberi (lista non presente nella circoscrizione di Messina).[12]
- Renato Schifani, esponente di Forza Italia e già Presidente del Senato nella XVI legislatura (2008-2013), viene indicato come candidato del centro-destra dopo il ritiro del presidente uscente Nello Musumeci, che aveva inizialmente espresso l'intenzione di ricandidarsi.[13][14] È sostenuto da cinque liste: DC Democrazia Cristiana (che include anche l'Unione di Centro), Forza Italia (al cui interno di presenta Sicilia Futura), Fratelli d'Italia (comprendente anche #DiventeràBellissima), Popolari e Autonomisti (cartello al quale prende parte anche Noi con l'Italia) e Prima l'Italia - Salvini Premier.

## Campagna elettorale
Prevista per i primi di novembre, la tornata elettorale è stata anticipata dopo le dimissioni, annunciate il 4 agosto 2022, del presidente uscente Nello Musumeci, indebolito dall'opposizione interna alla sua coalizione di centro-destra che contestava la sua ricandidatura per il secondo mandato.
Mentre Fratelli d'Italia rifiuta il nome di Stefania Prestigiacomo proposto da Forza Italia, i tre partiti di centrodestra convengono di designare quale candidato l'ex presidente del Senato, Renato Schifani, esponente di Forza Italia.
Caterina Chinnici, deputata del PD, viene candidata dopo le primarie di centrosinistra, battendo con il 44,77% il sottosegretario di Stato all'Istruzione, Barbara Floridia (M5S, 31,74%) e il deputato regionale Claudio Fava (Centopassi, 23,22%).
Il terzo polo (Azione e Italia Viva) designa Gaetano Armao, vicepresidente e assessore regionale uscente, in quota Forza Italia.
Cateno De Luca, ex sindaco di Messina, dimessosi nel gennaio 2022, e già deputato regionale, si candida per la lista Sud chiama Nord.
Il 27 luglio 2022, il movimento Siciliani Liberi ha presentato la propria candidata, Eliana Esposito.

## Sondaggi
| Data               | Istituto | Schifani | Chinnici | De Luca | Di Paola | Armao | Vantaggio | Indecisi | Astenuti |
| ------------------ | -------- | -------- | -------- | ------- | -------- | ----- | --------- | -------- | -------- |
| Data               | Istituto |          |          |         |          |       | Vantaggio | Indecisi | Astenuti |
| 26-29 agosto 2022  | Tecné    | 40       | 29       | 14      | 10       | 4     | 11        | 52       | 52       |
| 1-5 settembre 2022 | Tecné    | 39       | 27       | 15      | 13       | 4     | 12        | 52       | 52       |
| 6 settembre 2022   | YouTrend | 35,5     | 29,1     | 20,5    | 13       | 1,9   | 6,4       | -        | -        |
| 7 settembre 2022   | Ipsos    | 28,7     | 22,1     | 23,5    | 19,5     | 4,6   | 5,2       | -        | -        |

## Affluenza
Il corpo elettorale per le elezioni regionali siciliane del 25 settembre 2022 risultava composto da 4.609.984 elettori. Alla chiusura dei seggi elettorali l'affluenza definitiva si è attestata al 48,81%, in aumento rispetto al 46,76% registrato nella precedente tornata del 2017.
| Provincia     | Affluenza | Affluenza | Affluenza      |
| Provincia     | 12:00     | 19:00     | 23:00 (finale) |
| ------------- | --------- | --------- | -------------- |
| Sicilia       | 12,56%    | 35,65%    | 48,81%         |
| Agrigento     | 9,75%     | 29,90%    | 43,00%         |
| Caltanissetta | 9,81%     | 27,93%    | 40,74%         |
| Catania       | 13,25%    | 37,95%    | 52,18%         |
| Enna          | 9,29%     | 27,48%    | 40,01%         |
| Messina       | 14,55%    | 39,68%    | 53,58%         |
| Palermo       | 13,30%    | 37,01%    | 50,19%         |
| Ragusa        | 12,98%    | 35,92%    | 47,09%         |
| Siracusa      | 13,18%    | 36,61%    | 48,28%         |
| Trapani       | 11,87%    | 35,38%    | 48,11%         |

## Risultati elettorali
|                                                                 | Renato Schifani (In Sicilia - Renato Schifani Presidente) ✔️ Presidente | 887 215                                                         | 42,05 | Fratelli d'Italia                            | 282 345   | 15,10 | 11 |  |  |
| Forza Italia                                                    | Renato Schifani (In Sicilia - Renato Schifani Presidente) ✔️ Presidente | 887 215                                                         | 42,05 | 275 736                                      | 14,75     | 11    |    |  |  |
| Prima l'Italia - Lega Salvini Premier                           | Renato Schifani (In Sicilia - Renato Schifani Presidente) ✔️ Presidente | 887 215                                                         | 42,05 | 127 454                                      | 6,82      | 4     |    |  |  |
| Popolari e Autonomisti                                          | Renato Schifani (In Sicilia - Renato Schifani Presidente) ✔️ Presidente | 887 215                                                         | 42,05 | 127 096                                      | 6,80      | 3     |    |  |  |
| DC Democrazia Cristiana                                         | Renato Schifani (In Sicilia - Renato Schifani Presidente) ✔️ Presidente | 887 215                                                         | 42,05 | 121 691                                      | 6,51      | 4     |    |  |  |
| Seggi assegnati alla lista regionale                            | Seggi assegnati alla lista regionale                                    | Seggi assegnati alla lista regionale                            | 42,05 | 7                                            |           |       |    |  |  |
|                                                                 | Cateno De Luca (De Luca Sindaco di Sicilia - Sud chiama Nord)           | 505 386                                                         | 23,95 | De Luca Sindaco di Sicilia - Sud chiama Nord | 254 453   | 13,61 | 7  |  |  |
| Sicilia Vera                                                    | Cateno De Luca (De Luca Sindaco di Sicilia - Sud chiama Nord)           | 505 386                                                         | 23,95 | 50 877                                       | 2,72      | –     |    |  |  |
| Orgoglio Siculo con Cateno                                      | Cateno De Luca (De Luca Sindaco di Sicilia - Sud chiama Nord)           | 505 386                                                         | 23,95 | 18 165                                       | 0,97      | –     |    |  |  |
| Terra d'Amuri                                                   | Cateno De Luca (De Luca Sindaco di Sicilia - Sud chiama Nord)           | 505 386                                                         | 23,95 | 3 390                                        | 0,18      | –     |    |  |  |
| Giovani Siciliani                                               | Cateno De Luca (De Luca Sindaco di Sicilia - Sud chiama Nord)           | 505 386                                                         | 23,95 | 3 042                                        | 0,16      | –     |    |  |  |
| Autonomia Siciliana                                             | Cateno De Luca (De Luca Sindaco di Sicilia - Sud chiama Nord)           | 505 386                                                         | 23,95 | 2 987                                        | 0,16      | –     |    |  |  |
| Impresa Sicilia                                                 | Cateno De Luca (De Luca Sindaco di Sicilia - Sud chiama Nord)           | 505 386                                                         | 23,95 | 2 702                                        | 0,14      | –     |    |  |  |
| Lavoro in Sicilia                                               | Cateno De Luca (De Luca Sindaco di Sicilia - Sud chiama Nord)           | 505 386                                                         | 23,95 | 1 793                                        | 0,10      | –     |    |  |  |
| Basta Mafie                                                     | Cateno De Luca (De Luca Sindaco di Sicilia - Sud chiama Nord)           | 505 386                                                         | 23,95 | 1 356                                        | 0,07      | –     |    |  |  |
| Seggio assegnato al candidato presidente classificatosi secondo | Seggio assegnato al candidato presidente classificatosi secondo         | Seggio assegnato al candidato presidente classificatosi secondo | 23,95 | 1                                            |           |       |    |  |  |
|                                                                 | Caterina Chinnici (Chinnici Presidente)                                 | 341 252                                                         | 16,17 | Partito Democratico                          | 238 761   | 12,77 | 11 |  |  |
| Cento Passi per la Sicilia                                      | Caterina Chinnici (Chinnici Presidente)                                 | 341 252                                                         | 16,17 | 55 599                                       | 2,97      | –     |    |  |  |
|                                                                 | Nunzio di Paola (Movimento 5 Stelle)                                    | 321 142                                                         | 15,22 | Movimento 5 Stelle                           | 254 974   | 13,64 | 11 |  |  |
|                                                                 | Gaetano Armao (Azione - Italia Viva)                                    | 43 835                                                          | 2,08  | Azione - Italia Viva                         | 39 788    | 2,13  | –  |  |  |
|                                                                 | Eliana Esposito (Siciliani Liberi)                                      | 10 973                                                          | 0,52  | Siciliani Liberi                             | 7 654     | 0,41  | –  |  |  |
| Totale                                                          | Totale                                                                  | 2 109 803                                                       | 100   |                                              | 1 869 863 | 100   | 70 |  |  |
|                                                                 |                                                                         |                                                                 |       |                                              |           |       |    |  |  |
| Voti non validi                                                 | Voti non validi                                                         | 140 596                                                         | 6,25  |                                              |           |       |    |  |  |
| Votanti                                                         | Votanti                                                                 | 2 250 399                                                       | 48,82 |                                              |           |       |    |  |  |
| Elettori                                                        | Elettori                                                                | 4 609 984                                                       |       |                                              |           |       |    |  |  |

1. ↑  Lista che include #DiventeràBellissima.
2. ↑  Lista che include Sicilia Futura.
3. ↑  Lista che include Noi con l'Italia, Ora Sicilia e Movimento Via.
4. ↑  Lista che include l'Unione di Centro.
5. ↑  Non presente nella circoscrizione di Palermo.
6. 1 2 3 4 5  Presente solo nelle circoscrizioni di Enna e Messina.
7. ↑  Presente solo nelle circoscrizioni di Enna, Messina e Ragusa.
8. ↑  Lista che include +Europa.
9. ↑  Lista che include il PSI.
10. ↑  Lista che include Articolo Uno, Sinistra Italiana ed Europa Verde.
11. ↑  Lista che include Azione, Italia Viva, Insieme e Partito Socialista Siciliano.

## Deputati eletti
Di seguito sono riportati i 68 deputati regionali eletti nelle liste, elencati per circoscrizione. A questi si aggiungono il presidente eletto, Renato Schifani (di Forza Italia) e il primo dei candidati presidente non eletti, Cateno De Luca (di Sud chiama Nord), che in quanto tale ha ottenuto un seggio da deputato.
| Lista                      | Lista | Circoscrizioni             | Circoscrizioni              | Circoscrizioni              | Circoscrizioni      | Circoscrizioni           | Circoscrizioni     | Circoscrizioni   | Circoscrizioni        | Circoscrizioni     | Circoscrizioni            |
| Lista                      | Lista | Agrigento                  | Caltanissetta               | Catania                     | Enna                | Messina                  | Palermo            | Ragusa           | Siracusa              | Trapani            | Listino regionale         |
| -------------------------- | ----- | -------------------------- | --------------------------- | --------------------------- | ------------------- | ------------------------ | ------------------ | ---------------- | --------------------- | ------------------ | ------------------------- |
| Fratelli d'Italia (13)     |       | Giuseppa Savarino          | Giuseppe Sebastiano Catania | Dario Letterio Daidone      |                     | Giuseppe Galluzzo        | Alessandro Aricò   | Giorgio Assenza  | Giovanni Luca Cannata | Nicolò Catania     | Elvira Amata              |
| Fratelli d'Italia (13)     |       |                            | Giuseppe Zitelli            |                             |                     | Fabrizio Ferrara         |                    |                  |                       | Gaetano Galvagno   |                           |
| Fratelli d'Italia (13)     |       |                            |                             |                             | Marco Intravaia     |                          |                    |                  |                       |                    |                           |
| Forza Italia (12)          |       | Margherita La Rocca Ruvolo | Michele Mancuso             | Marco Falcone               | Luisa Lantieri      | Bernadette Felice Grasso | Edmondo Tamajo     |                  | Riccardo Gennuso      | Stefano Pellegrino | Riccardo Gallo Afflitto   |
| Forza Italia (12)          |       |                            | Nicola D'Agostino           |                             |                     | Gaspare Vitrano          |                    |                  |                       |                    |                           |
| Forza Italia (12)          |       |                            |                             |                             | Gianfranco Miccichè |                          |                    |                  |                       |                    |                           |
| Prima l'Italia - LSP (5)   |       |                            |                             | Luca Sammartino             |                     | Giuseppe Laccoto         | Vincenzo Figuccia  |                  |                       | Girolamo Turano    | Maria Anna Caronia        |
| Democrazia Cristiana (5)   |       | Carmelo Pace               |                             | Andrea Barbaro Messina      |                     |                          | Nunzia Albano      | Ignazio Abbate   |                       |                    | Serafina Marchetta        |
| Popolari e Autonomisti (4) |       | Giovanni Roberto Di Mauro  |                             | Giuseppe Castiglione        |                     |                          |                    |                  | Giuseppe Carta        |                    | Giuseppe Geremia Lombardo |
| Movimento 5 Stelle (11)    |       | Angelo Cambiano            | Nunzio Di Paola             | Jose Marano                 |                     | Antonio De Luca          | Adriano Varrica    | Stefania Campo   | Carlo Gilistro        | Cristina Ciminnisi |                           |
| Movimento 5 Stelle (11)    |       |                            | Martina Ardizzone           |                             |                     | Luigi Sunseri            |                    |                  |                       |                    |                           |
| Movimento 5 Stelle (11)    |       |                            |                             |                             | Roberta Schillaci   |                          |                    |                  |                       |                    |                           |
| Partito Democratico (11)   |       | Michele Catanzaro          |                             | Anthony Emanuele Barbagallo | Sebastiano Venezia  | Calogero Leanza          | Valentina Chinnici | Nello Dipasquale | Tiziano Fabio Spada   | Dario Safina       |                           |
| Partito Democratico (11)   |       |                            | Giovanni Burtone            |                             |                     | Antonello Cracolici      |                    |                  |                       |                    |                           |
| Partito Democratico (11)   |       |                            |                             |                             | Mario Giambona      |                          |                    |                  |                       |                    |                           |
| Sud chiama Nord (7)        |       |                            |                             | Ludovico Balsamo            |                     | Alessandro De Leo        | Ismaele La Vardera |                  |                       |                    |                           |
| Sud chiama Nord (7)        |       |                            | Davide Maria Vasta          |                             | Matteo Sciotto      | Salvatore Geraci         |                    |                  |                       |                    |                           |
| Sud chiama Nord (7)        |       |                            |                             | Giuseppe Lombardo           |                     |                          |                    |                  |                       |                    |                           |